# Arcadia Dorsa
Arcadia Dorsa je nízký horský hřeben na povrchu Marsu nacházející se na severní polokouli severozápadním směrem od štítové sopky Alba Patera, severním směrem od impaktního kráteru Diacria Patera, na východním okraji Arcadia Planitia a na západ od kráteru Milankovič.
Pojmenováno bylo v roce 2003 dle klasického albedového jména po horách nacházejících se v Řecku. Horský hřeben se táhne přes 1 900 km.